# Gobierno de La Rioja
El Gobierno de La Rioja es, junto al Parlamento y al presidente regionales, uno de los tres órganos institucionales de la comunidad autónoma de La Rioja (España). Se compone del presidente autonómico, el vicepresidente o vicepresidentes, en su caso, y los consejeros. El equipo de Gobierno, formado por el presidente y sus consejeros, conforman también el Consejo de Gobierno de La Rioja.

## Funciones
El Gobierno de La Rioja ejerce el poder ejecutivo y la administración de la comunidad autónoma. Sus funciones se detallan en el artículo 24 del Estatuto de Autonomía. En particular:
1. Ejerce la potestad reglamentaria que no pertenece al Parlamento.
2. Interpone recursos ante el Tribunal Constitucional y personarse en las actuaciones en que así proceda.
3. Ejecuta las funciones que se deriven del ordenamiento jurídico estatal y regional.

## Estructura
La estructura del Gobierno es variable, ya que corresponde al presidente designar el número y composición del mismo. La estructura actual (julio de 2023) es:
| Consejo de gobierno de La Rioja                                                        |         |                              |
| Partido político                                                                       |         | Partido Popular              |
| Cargo                                                                                  | Titular | Titular                      |
| Presidente del Gobierno                                                                |         | Gonzalo Capellán de Miguel   |
| Consejería de Hacienda, Gobernanza Pública, Sociedad Digital y Portavocía del Gobierno |         | Alfonso Domínguez Simón      |
| Consejería de Salud y Políticas Sociales                                               |         | María Martín Díez de Baldeón |
| Consejería de Educación y Empleo                                                       |         | Alberto Galiana García       |
| Consejería de Agricultura, Ganadería, Mundo Rural y Medio Ambiente                     |         | Noemí Manzanos Martínez      |
| Consejería de Cultura, Turismo, Deporte y Juventud                                     |         | José Luis Pérez Pastor       |
| Consejería de Economía, Innovación, Empresa y Trabajo Autónomo                         |         | Belinda León Fernández       |
| Consejería de Política Local, Infraestructuras y Lucha contra la despoblación          |         | Daniel Osés Ramírez          |

## Presidente
El presidente de La Rioja es elegido por el Parlamento autonómico de entre los candidatos propuestos por los grupos parlamentarios. Es necesario ser diputado o diputada para poder ser elegido presidente. Una vez elegido por el Parlamento, es nombrado por el Rey. 
El presidente de La Rioja posee una doble función, de acuerdo con el Estatuto de Autonomía: 
1. Cumple una función representativa e institucional, es el máximo representante de la comunidad autónoma y el representante ordinario del Estado en La Rioja.
2. Es la persona encargada de la dirección, coordinación y seguimiento de la acción del gobierno en el poder ejecutivo.

## Presidentes del Gobierno de La Rioja desde su creación (1982)
| N.º | Nombre                          | Inicio     | Fin        | Partido | Notas                  |
| --- | ------------------------------- | ---------- | ---------- | ------- | ---------------------- |
| 1.  | Luis Javier Rodríguez Moroy     | 26-08-1982 | 27-01-1983 | UCD     | Presidente provisional |
| 2.  | Antonio Rodríguez Basulto       | 27-01-1983 | 30-05-1983 | PSOE    | Presidente provisional |
| 3.  | José María de Miguel Gil        | 30-05-1983 | 27-07-1987 | PSOE    |                        |
| 4.  | Joaquín Espert Pérez-Caballero  | 27-07-1987 | 09-01-1990 | AP      |                        |
| 5.  | José Ignacio Pérez Sáenz        | 09-01-1990 | 03-07-1995 | PSOE    |                        |
| 6.  | Pedro Sanz Alonso               | 03-07-1995 | 03-07-2015 | PP      |                        |
| 7.  | José Ignacio Ceniceros González | 03-07-2015 | 29-08-2019 | PP      |                        |
| 8.  | Concepción Andreu Rodríguez     | 29-08-2019 | 29-06-2023 | PSOE    |                        |
|     |                                 |            |            |         |                        |
| 9.  | Gonzalo Capellán de Miguel      | 30-06-2023 | Actualidad | PP      |                        |

## Sede

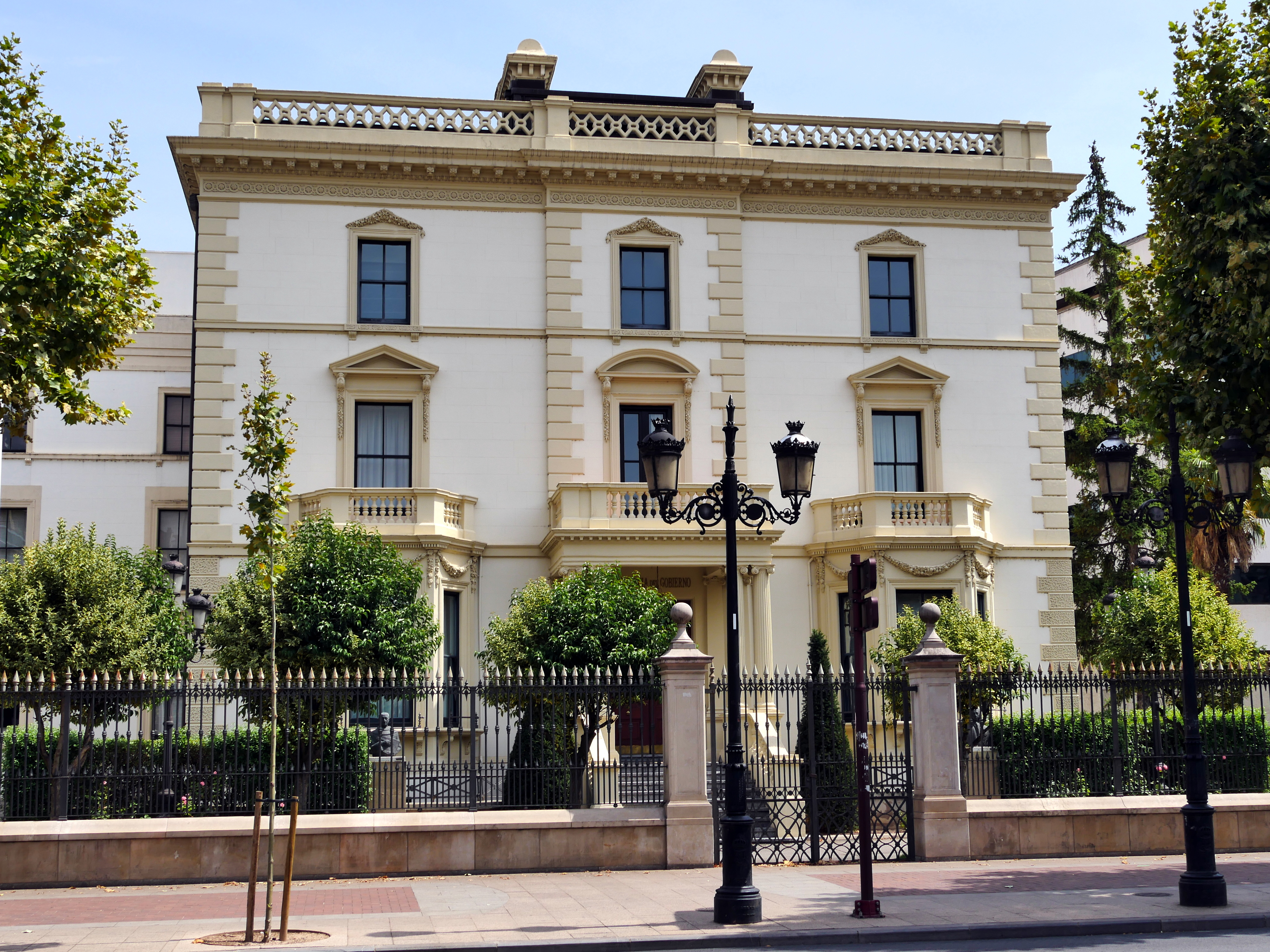
Palacio de Gobierno de La Rioja

El Palacio de Gobierno está situado en la calle Vara de Rey, 3 de Logroño. Fue la antigua sede de la Diputación Provincial, y ahora acoge las dependencias de la Presidencia de la Comunidad. Desde 1932 el Palacio pertenece a todos los riojanos. 
El edificio fue conocido en sus primeros años como «Casa del Inglés»: está construido en la segunda mitad del siglo XIX con semejanza a la arquitectura británica de la época. La construcción fue encargada por Andrés Isidro Bretón, naturalizado británico y nacido en Treguajantes.